# IC 4330
IC 4330 ist eine Balken-Spiralgalaxie vom Hubble-Typ SBc im Sternbild Hydra südlich des Himmelsäquators. Sie ist schätzungsweise 503 Millionen Lichtjahre von der Milchstraße entfernt.
Das Objekt wurde am 4. Mai 1904 von dem US-amerikanischen Astronomen Royal Harwood Frost entdeckt.